# Ада тепе
Ада тепе (на гръцки: Νέο Σιράκιο, Нео Сиракио, катаревуса: Νέον Συρράκον, Неон Сиракион, до 1932 година Αδά Τεπέ, Ада тепе) е село в Гърция, дем Пеония, област Централна Македония.

## География
Селото е разположено на 40 m надморска височина, източно от река Вардар (Аксиос), на около 15 километра южно от Ругуновец (Поликастро) в Солунското поле.

## История
Селото е създадено след 1928 година. Традиционно жителите му произвеждат жито и памук, като се занимават и с отглеждане на овце и други домашни животни.
| Година    | 1913 | 1920 | 1928 | 1940 | 1951 | 1961 | 1971 | 1981 | 1991 | 2001 | 2011 | 2021 |
| --------- | ---- | ---- | ---- | ---- | ---- | ---- | ---- | ---- | ---- | ---- | ---- | ---- |
| Население |      |      |      | 78   | 92   | 69   | 40   | 54   | 50   | 40   | 10   | 8    |